# Hylaea pinicolaria
Hylaea pinicolaria är en fjärilsart som beskrevs av Bellier 1861. Hylaea pinicolaria ingår i släktet Hylaea och familjen mätare. Inga underarter finns listade i Catalogue of Life.